# Bahnhof Coimbra-A

Der Bahnhof Coimbra-A (auch Estação de Coimbra, Estação de Coimbra-Cidade oder Estação Nova de Coimbra genannt) war ein Bahnhof der portugiesischen Stadt Coimbra. Er lag innenstadtnäher als der an der Linha do Norte gelegene Hauptbahnhof Coimbra-B und war mit diesem mit einer Stichstrecke verbunden.

## Geschichte
Der Bahnhof wurde am 18. Oktober 1885 von der Companhia Real dos Caminhos de Ferro Portugueses eröffnet, gleichzeitig mit der Ramal de Coimbra genannten Stichstrecke zum bereits 1864 eröffneten Bahnhof Coimbra-B. 1905 wurde der Bahnhof ausgebaut und die bisher 162 Meter langen Gleise wurden auf 254 Meter erweitert. 1906 ging der Ramal da Lousã vom Bahnhof Coimbra-Parque nach Lousã in Betrieb. Die Station Parque wurde mit einer eingleisigen Strecke, welche in die Straße eingelassen wurde, mit dem Bahnhof Coimbra-A verbunden, so dass der bisherige Kopfbahnhof nun ein Durchgangsgleis erhielt.
2006 wurde der Ramal da Lousã zwischen Coimbra-A und Lousã stillgelegt, um ihn zu einer Strecke der Metro Mondego umzubauen. Aufgrund der finanziellen Schieflage Portugals ist kein Wiedereröffnungstermin bekannt.
Am 12. Januar 2025 stellten die Comboios de Portugal den Verkehr zwischen Coimbra-A und Coimbra-B ein.

## Anlage und Empfangsgebäude
Der Bahnhof liegt am Largo das Amaias, in der Innenstadt Coimbras, direkt am Ufer des Mondego. Das Empfangsgebäude ist rechtwinklig zu den Kopfgleisen angelegt. Es verfügt über eine Steinmauerfront, markantes Zeichen ist die Uhr an der Stirnfront, und verfügt über blaue Seitenflügel. Das Verbindungsgleis nach Coimbra-Parque führt seitlich am dem Mondego zugewandten Flügel vorbei.
Der Bahnhof umfasst vier Gleise, wobei drei Bahnsteiggleise sind. Das vierte Gleis, zum Abstellen von Zügen, mündet kurz vor dem Empfangsgebäude in die beiden benachbarten Bahnsteiggleise. Zudem existieren noch Anschlussgleise zu den nördlich angelegten Industriebetrieben.

## Verkehr
Seit der Einstellung des Verkehrs auf dem Ramal da Lousã endeten alle Züge in Coimbra-A. Der Bahnhof diente ausschließlich dem Nah- und Regionalverkehr, alle Züge wurden im operativen Betrieb von der CP Regional geführt. Urbano-Vorortszüge verbanden Coimbra-A mit Figueira da Foz. Zusätzlich bestanden Regional-Verbindungen nach Aveiro. Einmal pro Tag fuhr 2012 ein InterRegional-Zug aus Lissabon Santa Apolónia via die Linha do Oeste und Leiria nach Coimbra-A. Der Gegenzug verkehrte nur bis Caldas da Rainha. Alle Züge, welche den Bahnhof Coimbra-A anfahren, bedienten auch Coimbra-B.